# Aptesis opaca
Aptesis opaca là một loài tò vò trong họ Ichneumonidae.